# Pivot Stickfigure Animator
Pivot StickFigure Animator (Letteralmente "Animatore di Figure Stilizzate") è un programma che consente di fare animazioni in 2D in pochi passi. Il linguaggio di Script utilizzato dal programma è il Delphi. Il software è compatibile con i sistemi operativi Microsoft Windows dalla versione Windows 98 in su. ATTENZIONE: molti utenti hanno riscontrato numerosi problemi dopo aver installato il programma nel proprio computer (virus e ransomware), quindi fare molta attenzione se lo si desidera scaricare!